# Капоне (футболист)
Ка́рлос Албе́рто де Оливе́йра (порт.-браз. Carlos Alberto de Oliveira; 23 мая 1972, Кампинас, Бразилия), более известный как Капо́не (порт.-браз. Capone) — бразильский футболист, правый защитник. 2-кратный чемпион Турции, обладатель Кубка Турции, обладатель Кубка УЕФА и Суперкубка УЕФА в составе «Галатасарая».

## Карьера
В 1999 году Капоне только что ставшего обладателем Кубка Бразилии в составе «Жувентуде» приобретает турецкий суперклуб «Галатасарай». Именно в составе турецкого клуба Капоне добился наивысших успехов в своей карьере. В первый же сезон в Турции Капоне выиграл все турниры в которых клуб принимал участие, а именно чемпионат Турции, Кубок Турции, Кубок УЕФА и Суперкубок УЕФА. Сам Капоне принял участие во всех еврокубковых матчах «Галатасарая», включая финал Кубка УЕФА и матч за Суперкубок УЕФА, в котором был повержен мадридский «Реал». После этого Капоне отыграл ещё 2 сезона за «Галатасарай», за которые успел ещё раз стать чемпионом Турции, после чего он перешёл в «Коджаэлиспор», в котором отыграл всего 4 матча в чемпионате, после чего уехал обратно в Бразилию, где продолжает карьеру до сих пор практически каждый год меняя команды.

## Достижения
«Можи-Мирин»
- Чемпион второго дивизиона штата Сан-Паулу: 1995

 «Сан-Паулу»
- Серебряный призёр чемпионата штата Сан-Паулу: 1996

 «Жувентуде»
- Чемпион штата Риу-Гранди-ду-Сул: 1998
- Обладатель Кубка Бразилии: 1999

 «Галатасарай»
- Чемпион Турции (2): 1999/00, 2001/02
- Серебряный призёр чемпионата Турции: 2000/01
- Обладатель Кубка Турции: 2000
- Обладатель Кубка УЕФА: 1999/00
- Обладатель Суперкубка УЕФА: 2000

 «Коринтианс»
- Чемпион штата Сан-Паулу: 2003

## Статистика выступлений в Турции
| Клуб         | Сезон   | Чемпионат | Чемпионат | Кубок | Кубок | Еврокубки | Еврокубки | Прочие | Прочие | Итого | Итого |
| Клуб         | Сезон   | Игры      | Голы      | Игры  | Голы  | Игры      | Голы      | Игры   | Голы   | Игры  | Голы  |
| ------------ | ------- | --------- | --------- | ----- | ----- | --------- | --------- | ------ | ------ | ----- | ----- |
| Галатасарай  | 1999/00 | 25        | 3         | 4     | 1     | 15        | 3         | 1      | 0      | 45    | 4     |
| Галатасарай  | 2000/01 | 16        | 1         | 2     | 0     | 9         | 1         | 1      | 0      | 28    | 2     |
| Галатасарай  | 2001/02 | 26        | 0         | 1     | 0     | 7         | 0         | 0      | 0      | 34    | 0     |
| Галатасарай  | Итого   | 67        | 4         | 7     | 1     | 31        | 4         | 2      | 0      | 107   | 9     |
| Коджаэлиспор | 2002/03 | 4         | 0         | 0     | 0     | 1         | 0         | 0      | 0      | 5     | 0     |
| Коджаэлиспор | Итого   | 4         | 0         | 0     | 0     | 1         | 0         | 0      | 0      | 5     | 0     |
| Всего        | Всего   | 71        | 4         | 7     | 1     | 32        | 4         | 2      | 0      | 112   | 9     |